# イゴール・ギリェルメ・バルボザ・ダ・パイション
イゴール・ギリェルメ・バルボザ・ダ・パイション（Igor Guilherme Barbosa da Paixão、2000年6月8日 - ）は、ブラジル・マカパ出身のサッカー選手。リーグ・アン・マルセイユ所属。ポジションはフォワード。

## クラブ経歴
2014年にコリチーバFCの下部組織に加入し、約4年後の2018年10月26日、クラブと自身初のプロ契約を交わした。2019年1月からコリチーバのトップチームへ昇格すると、同年1月27日、カンピオナート・パラナエンセのトレドEC戦でトップチームデビューを飾った。
2020年1月19日、セリエCのロンドリーナECにレンタル移籍することが決定した。ロンドリーナでは、リーグ戦20試合3得点という記録を残し、チームはセリエBへと昇格を果たした。
2022年8月17日、エールディヴィジのフェイエノールトに移籍し、5年契約を結んだ。
2025年8月1日、マルセイユに移籍した。

## タイトル

### クラブ
コリチーバ
- カンピオナート・パラナエンセ: 2022

フェイエノールト
- エールディヴィジ: 2022-23
- KNVBカップ: 2023-24
- ヨハン・クライフ・スハール: 2024